# Неподільне майно
Неподільне майно — неподільна частина житлового комплексу, яка складається з частини допоміжних приміщень, конструктивних елементів будинку, технічного обладнання будинку, що забезпечують належне функціонування жилого будинку.